# Ixila Batarra
Ixila Batarra es el nombre de una variedad cultivar de manzano (Malus domestica) Esta manzana está cultivada en la colección del Banco de Germoplasma del manzano de la Universidad Pública de Navarra con el nombre de 'Ixila Batarra', y con el Nº BGM030, ejemplares procedentes de esquejes localizados en Lesaka localidad en la comarca de Cinco Villas, en la Merindad de Pamplona Navarra.

## Sinónimos
- "Manzana Ixila Batarra" en Zaragoza,[7]
- "Ixila Batarra Sagarra" en Navarra.[4]

## Características
El manzano de la variedad 'Ixila Batarra' tiene un vigor bajo. El árbol tiene tamaño medio y porte erecto, con tendencia a ramificar media, con hábitos de fructificación en ramos cortos y largos; ramos con pubescencia media; presencia de lenticelas escasas; grosor de los ramos medio; longitud de los entrenudos corta.
Las flores son de un tamaño pequeño; con la disposición de los pétalos tangentes; color de la flor cerrada rosa oscuro, y el color de la flor abierta blanco rosado; longitud estilo/estambres más largos; punto de soldadura estilo, cerca de la base; época de floración tardía, con una duración de la floración corta. Incompatibilidad de alelos S2 S3 S10.
Las hojas tienen una longitud del limbo de tamaño medio, con color verde, pubescencia presente, con la superficie poco brillante. Forma del limbo es ovalado, forma del ápice achatado, forma de los dientes ondulados, y la forma de la base del limbo redondeada. Plegamiento del limbo plegado, con porte caído; estípulas filiformes; longitud del pecíolo medio.
La variedad de manzana 'Ixila Batarra' tiene un fruto de tamaño pequeño, de forma globosa cónica ancha; con color de fondo amarillo blanquecino, con importancia del sobre color alto, color del sobre color rojo, reparto del sobre color en placas continuas, y una sensibilidad al "russeting" (pardeamiento áspero superficial que presentan algunas variedades) débil; con una elevación del pedúnculo a nivel, grosor de pedúnculo fino, longitud del pedúnculo media, anchura de la cavidad peduncular media, profundidad cavidad pedúncular pequeña, importancia del "russeting" en cavidad peduncular media; anchura de la cavidad calicina media, profundidad de la cavidad calicina media, importancia del "russeting" en cavidad calicina débil; apertura de los lóbulos carpelares abiertos; apertura del ojo cerrado; color de la carne blanca con alguna fibrilla verdosa; acidez débil, azúcar medio; textura dureza alta
Época de maduración y recolección temprana. Se usa como manzana de elaboración de sidra, y como variedad de manzana de reserva genética.

## Susceptibilidades
- Oidio: ataque débil
- Moteado: ataque débil
- Fuego bacteriano: ataque medio
- Carpocapsa: ataque medio
- Pulgón verde: ataque medio
- Araña roja: ataque débil.[4][10]